# Sky Sport (Alemania)
Sky Sport es un grupo de canales de televisión por satélite deportivos en alemán producidos y transmitidos por Sky Deutschland.

## Historia

### Digitales Sport Fernsehen (Digital Sport Television)
Sky Sport tiene sus orígenes en los canales deportivos de la plataforma DF1 lanzada en 1996: DSF Plus, DSF Action y DSF Golf. También tiene su origen en el canal analógico Premiere, lanzado en 1993, que también se centró en los deportes.

### Premiere Sport
El 1 de octubre de 1999, DF1 se convirtió en Premiere World y los canales deportivos cambiaron de marca en las plataformas, a Premiere Sport 1 y 2. Cuando se disponía de más de dos eventos simultáneos, el servicio podía ampliarse hasta trece canales paralelos.
El 26 de octubre de 2002, se lanzó un servicio para Austria, llamado Premiere Austria.

### Sky Sport
Cuando Premiere se convirtió en Sky Deutschland el 4 de julio de 2009, los canales cambiaron de nombre de Premiere Sport 1 y 2 a Sky Sport 1 y 2, mientras que Premiere Austria se convirtió en Sky Sport Austria y Premiere HD se dividió en Sky Sports HD y Sky Cinema HD. Sky Sport News HD, un canal de noticias deportivas, inició transmisiones el 1 de diciembre de 2011 en un paquete básico (Sky Welt).

## Programación
El grupo de canales transmite diversos eventos deportivos como en fútbol: la Bundesliga (300 partidos por temporada) 2. Bundesliga, DFB Pokal, las competiciones de clubes de la UEFA (UEFA Champions League, UEFA Europa League, UEFA Conference League y la Supercopa de Europa, solo en Austria), Premier League,  Bundesliga de Austria y la Primera Liga de Austria; en tenis: el Campeonato de Wimbledon y ATP Tour; en golf: el PGA Tour, PGA Championship, The Open Championship, US Masters, Ryder Cup, European Tour y PGA Tour Champions y en deportes de motor: la Fórmula 1.

## Canales
- Sky Sport News HD: El único canal de noticias deportivas en vivo de Alemania las 24 horas. Además de segmentos de noticias cada 15 minutos, transmite resúmenes, revistas, conferencias de prensa y entrenamientos de los equipos de la Bundesliga.
- Sky Sport Bundesliga 1: Canal dedicado a la cobertura en vivo de la Bundesliga y la 2. Bundesliga.
- Sky Sport Bundesliga 2: Canal secundario dedicado a la cobertura en vivo de la Bundesliga y la 2. Bundesliga.

- Sky Sport Austria: Canal dedicado a la cobertura en vivo de la Bundesliga austriaca y la Erste Liga.

- Sky Sport 1: Cobertura en vivo de la DFB-Pokal, UEFA Champions League y Tenis.

- Sky Sport 2: Cobertura en vivo de la DFB-Pokal, UEFA Champions League, Tenis, Golf y Boxeo.

- Sky Sport 3–11: Feed de canales secundarios que solo transmiten eventos deportivos especiales cuando es necesario, o eventos deportivos que están sucediendo al mismo tiempo.

- Sky Sport UHD: Cobertura seleccionada en ultra alta definición.
- Sky Sport Bundesliga UHD: Cobertura seleccionada de la Bundesliga en ultra alta definición.

- Sky Sport F1: Cobertura en vivo de la Fórmula 1.